# Chrysoprasis melanostetha
Chrysoprasis melanostetha är en skalbaggsart som beskrevs av Bates 1870. Chrysoprasis melanostetha ingår i släktet Chrysoprasis och familjen långhorningar. Inga underarter finns listade i Catalogue of Life.